# Округ Оринџ (ТВ серија)
Округ Оринџ (енгл. The O.C.) америчка је тинејџерско-драмска телевизијска серија. Њен аутор је Џош Шварц. Серију је емитовао Fox од 5. августа 2003. до 22. фебруара 2007. године. Назив је добила по округу Оринџ, месту у јужној Калифорнији у којој је серија и смештена.
Премијера серије је имала високу гледаност и била је једна од најпопуларнијих нових драма телевизијске сезоне 2003—2004. године. Названа је феноменом поп културе и наишла је углавном на позитивне критике. Међутим, гледаност је опала како је серија одмицала. Ниска гледаност довела је до отказивања серије почетком 2007. године, чак и након онлајн петиције која је скупила преко 700.000 потписа.
У Србији је емитована на телевизијама Пинк (2005—2007) и Б92 (2013) под називом Округ Оранж. Целокупну серију објавио је HBO Max 11. маја 2022. године.

## Радња
Рајан Етвуд је проблематични тинејџер, одрастао углавном на улици у лошем крају Лос Анђелеса. Након што га очух пребије и избаци из куће, у свој дом га прима породица Коен, да станује са њима у богатом крају плаже Њу Порт. Рајана прихвата строги, али саосећајни Сенди Коен, адвокат који га је заступао, бранећи га у његовим претходним преступима. Сендијева жена Кирстен се по мало брине због присуства новог госта у кући јер је упозната са Рајановом прошлошћу. Коенов син Сет везује се брзо за Рајана и уводи га у своје друштво, а и Рајан уводи њега у све што он зна о животу и љубави. Са својим друштвено неприхваћеним братом Сетом носи се са животом у исквареном окружењу људи који су оптерећени новцем и угледом. Њих двојица проводе велики део свог времена разговарајући и маштајући о девојци из суседства, Мариси Купер, и Сетовој љубави из вртића, Самер Робертс. Прича, између осталог, обрађује теме као што су класне разлике, отуђеност, алкохолизам, менталне болести, хомофобија, политички проблеми, културолошки сукоби између браће идеалистичких погледа на свет и уштогљене заједнице пуне материјалиста.

## Улоге
| Глумац:          | Улога:             |
| ---------------- | ------------------ |
| Питер Галагер    | Сенди Коен         |
| Кели Роуан       | Керстен Коен       |
| Бенџамин Макензи | Рајан Атвуд        |
| Адам Броди       | Сет Коен           |
| Рејчел Билсон    | Самер Робертс      |
| Мелинда Кларк    | Џули Купер         |
| Миша Бартон      | Мариса Купер       |
| Тејт Донован     | Џими Купер         |
| Алан Дејл        | Кејлеб Никол       |
| Крис Кармак      | Лук Ворд           |
| Вила Холанд      | Кејтлин Купер      |
| Мајкл Касиди     | Зак Стивенс        |
| Мајкл Нури       | доктор Нил Робертс |
| Самира Армстронг | Ана Стерн          |
| Џеф Хефнер       | Мет Ремзи          |
| Оливија Вајлд    | Алекс Кели         |
| Нави Рават       | Тереза Дијаз       |
| Аманда Ригети    | Хејли Никол        |
| Шенон Лусио      | Линдси Гарднер     |
| Рајан Донохју    | Џони Харпер        |
| Вејн Далглиш     | Бред Ворд          |
| Крис Прат        | Че                 |
| Кејла Јуел       | Кејси              |
| Ники Грифин      | Џес Садерс         |
| Бредли Страјкер  | Треј Атвуд         |
| Ким Оја          | Тејрин Бејкер      |
| Ким Делејни      | Ребека Блум        |
| Били Кембел      | Картер Бакли       |
| Гари Грабс       | Гордон Булит       |
| Џони Луис        | Денис Чилдрес      |
| Линда Лавин      | Софи Коен          |
| Кевин Сорбо      | Френк Атвуд        |

## Епизоде
| Сезона | Сезона | Епизоде | Епизоде | Оригинално емитовање | Оригинално емитовање |
| Сезона | Сезона | Епизоде | Епизоде | Премијера            | Финале               |
| ------ | ------ | ------- | ------- | -------------------- | -------------------- |
|        | 1.     | 27      | 27      | 5. август 2003.      | 5. мај 2004.         |
|        | 2.     | 24      | 24      | 4. новембар 2004.    | 19. мај 2005.        |
|        | 3.     | 25      | 25      | 8. септембар 2005.   | 18. мај 2006.        |
|        | 4.     | 16      | 16      | 2. новембар 2006.    | 22. фебруар 2007.    |